# Vegesack (BV 2)
Le Vegesack (BV2)  est un ancien ketch allemand, de pêche en mer du nord, à coque et pont en acier, mâts en bois. Son port d'attache actuel  est Brême. Il porte sur sa voile son ancien signe de pêche BV 2.

## Histoire
Il fut construit sur le chantier naval Johann Lange, devenu Bremer Vulkan à Vegesack en Allemagne. Il fut lancé en 1895 sous le nom de Lili, comme bateau de pêche au hareng en mer du Nord, sans moteur auxiliaire, jusqu'en 1921 pour la Bremen-Vegesacker Fischerei-Gesellschaft. Il naviguait avec un équipage de  14 hommes. Dès 1906, il reçoit un moteur et un rallongement de coque.
Après la Première Guerre mondiale, en 1921, il est vendu et utilisé comme cargo côtier en prenant le nom de Lili.
En 1939, il est vendu en Suède, pour le transport de fret, sous le nouveau nom de Lilli. En 1945, il prend le nom de Monika Harssen.
En 1951, il est revendu. Il prend le nom de Nostra et a, pour nouveau port d'attache Malmö. En 1966, le navire a été transformé en voilier-école à Härnösand dans le nord de la Suède.
En 1979, il est revendu en Allemagne, à Hambourg. Restauré en 1980-1982 par ses nouveaux propriétaires, il retrouva alors son gréement d'origine. Il est utilisé par le musée de Övelgönne (de) , à titre de travail social auprès des jeunes. 
En 1989 il est acquis par le Maritime traditions Vegesack Nautilus eV . Il prend alors le nom de Vegesack (BV2). Il continue à naviguer comme voilier école pour les jeunes, avec une fonction socio-éducative et navigue en mer du Nord, et en Baltique autour de Rostock. Il effectue aussi des navigations plus lointaines. Il peut embarquer 20 personnes en croisière et pratique le charter en dehors de ses sorties de voilier école.
Il a participé de nombreuses fois au Hanse Sail de Rostock, au semaine de Kiel. Il a aussi participé  au Fêtes maritimes de Brest Brest 2004 et Brest 2008